# Sabiță
Sabița, denumită și săbioară sau săbiuță, (Pelecus cultratus) este un pește pelagic anadrom dulcicol sau salmastricol cu o lungime de 25–35 cm (maximal 60 cm) și o greutatea de 300-400 g (maximal 2 kg) din familia ciprinidelor, din apele mari curgătoare de șes (mai ales cursurile inferioare ale fluviilor) sau stătătoare (limanuri salmastre, bălți și jepși) din bazinele hidrografice ale Mării Baltice, Mării Negre (inclusiv în România și Republica Moldova), Mării Caspice și Mării Aral. Poate trăi 11-13 ani. Are corpul alungit și puternic comprimat lateral, acoperit cu solzi cicloizi mici și caduci. Spatele este aproape drept, iar abdomenul este arcuit, în formă de muchie de sabie, de unde i se trage și numele de sabiță. Capul este scurt, cu gura mică dispusă superior. Buzele sunt înguste și subțiri, cărnoase numai la capete. Dinții faringieni sunt dispuși pe două rânduri. Falca inferioară este puternic proeminentă și se urcă în sus, aproape vertical. Botul scurt, ochiul mijlociu. Înotătoarea dorsală mică și scurtă este deplasată mult înapoi, înotătoarea anală este alungită, iar înotătoarea caudală bifurcată cu lobii neegali. Înotătoarele pectorale foarte lungi și ascuțite, ajungând până la baza înotătoarelor ventrale. Spatele este albastru ca oțelul călit sau cenușiu-verzui, cu reflexe metalice; iar laturile și abdomenul albe-argintii, bătând câteodată foarte ușor în roșu-trandafiriu. Înotătoarele dorsală și caudală cenușii, celelalte înotătoare cenușii-gălbui cu reflexe roșcate. Irisul este argintiu sau cu luciri aurii. Se hrănește mai ales cu viermi, crustacei și plancton; prinde, însă, și peștișori și deseori sare din apă, spre a prinde insectele. Depune icre care se lipesc de plante acvatice, în aprilie-iunie. O femelă depune cam 100.000 de icre. Valoarea economică este mare. Are o carne cu multe oase, aceasta este, însă, foarte fină și dulce, mai ales primăvara, când este și destul de grasă. Se pregătește și sărată, dar atunci își pierde mult din calitate.